# Ska-P
Ska-P (pronunciado escape) é um grupo espanhol de ska punk formado em Vallecas (Madrid) em 1994, por integrantes da própria Madrid, de Navarra e do País Basco. Suas músicas se caracterizam pelo seu inconformismo, cujas letras são uma crítica ao capitalismo, nazismo, fascismo, sionismo, imperialismo, racismo e ao especismo, além de respaldar os direitos humanos, animais, à ecologia, ao anarquismo e ao anarcossindicalismo. Sua música "Cannabis", reivindicando e apoiando a legalização da maconha, foi seu trampolim para conseguir popularidade na Espanha e América do Sul. Nos últimos anos tem se apresentado em diversos festivais de multicultura e alternativos na Europa

## História

### 1994: O começo
Ska-P surgiu em 1994, sendo um grupo de ska formado por amigos de Vallecas, Navarra e Euskadi. A formação original foi a seguinte: Pulpul, vocalista e guitarrista; Toni Escobar, guitarrista y backing vocal; Julio, Baixista; Kogote, tecladista e backing vocal; e Pako, baterista. Esse mesmo ano gravaram coma gravadora AZ-Records seu primeiro disco, chamado Ska-P, que tem 9 faixas. O disco não conseguiu tantas vendas quanto os discos posteriores, mas contribuiu para que o grupo fosse conhecido, especialmente pela música "Como un rayo", tema de apoio ao time de futebol Rayo Vallecano, que se tornou popular em Vallecas.

### 1995-1996: Salto à fama
Em 1995, por problemas laborais (era impossível conciliar trabalho e banda), o guitarrista Toni, deixa a banda, e, em seu lugar, entrou Joxemi. Entrou, também, Pipi, amigo e Pulpul, que até então se limitava à tocar disfarçado em algumas apresentações e judar o grupo a carregar e descarregar o equipamento; a partir desse momento ele se fixou como segundo vocalista.
Em 1996 tiveram lugar feitos muito importantes para aumentar a fama do grupo: a saída do segundo disco El vals del obrero, pela gravadora RCA Records (filial de Sony BMG), que atingiu um grande número de vendas, tornando a música "Cannabis" muito popular; além da participação no 9º Festival Vallekas Rock.

### 1997-1999: "Eurosis" e a primeira turnê mundial
Depois de uma turnê por toda a Espanha e França, em 1997 gravaram seu terceiro disco, Eurosis, novamente com a RCA. Continuam tocando na Espanha e França, mas nessa época  fizeram a primeira viagem à América Latina, tocando na Argentina e México. Pako, baterista e membro fundador do Ska-P, deixou a banda no meio da turnê, e entrou Luismi como novo baterista. Também participaram do festival Arezzo Wave de Itália, onde tiveram um grande público (cerca de 10 mil pessoas).

### 2000-2004: Reconhecimento internacional
No ano 2000 gravaram Planeta Eskoria, que alguns consideram seu melhor trabalho, onde deixam a sonoridade mais pesada e adotam um tom mais sério, nas canções, mesmo que também haja canções na linha dos discos anteriores; as letras continuam sendo tão diretas como sempre. As turnês, a essa altura, se dividiram pela França, Itália, Suíça e Espanha. Já se considerava uma banda internacional.
Dois anos depois é lançado seu quinto álbum Que corra la voz, o qual definiram como o mais completo da banda. Destaca a mistura de estilos, tanto canções de ska festivo como canções mais pesadas, ao melhor estilo Planeta Eskoria. A lista de países que conhecem Ska-P ia aumentando, já que faziam uma turnê europeia por Hungria, Bélgica, Holanda, Austria, Alemanha, França, Itália, Suíça, Reino Unido, Irlanda, Grécia e os países anteriormente citados. Também voltaram à América Latina, tocando na Argentina, Chile, México, Brasil, Costa Rica, Porto Rico, Venezuela, Uruguai, Colômbia, entre outros. Além do mais, nessa turnê, incorporaram à banda os bilbaínos Txikitín (trompete) y Gari (trombone).
No ano de 2004 sai seu último disco antes da pausa indefinida, Incontrolable, que além de contar com 16 músicas gravadas ao vivo por toda a Europa, acompanha um DVD com 13 canções gravadas em Nion (Suíça) e Paris. Além de adicionar todos os videoclipes da banda e imagens do grupo na última turnê.

### 2005-2007: A pausa indefinida
Depois de mais de dez anos de atividade, em fevereiro de 2005 anunciaram que fariam uma pausa por tempo indefinido. Argumentaram que "precisavam de um descanso" devido à grande quantidade de shows ao redor do mundo. Mesmo assim, Pipi afirmou que a decisão fora tomada exclusivamente por Pulpul, e que o resto da banda não continuaria sem ele, assim, concordaram. De fato, há rumores, baseados na atitude de alguns membros, que houve brigas internas entre Joxemi, Pipi e Pulpul. Mesmo assim o grupo declarou que "fica aberta a possibilidade de um futuro retorno". Além disso, anunciaram uma turnê de despedida.
Sua última apresentação na Espanha foi  24 de setembro de 2005, em 'la Cubierta de Leganés', e o último show definitivo, antes da parada, foi na Argentina, em 12 de outubro de 2005. Os integrantes decidiram finalizar a turnê nesse local devido à reação do público em ocasiões anteriores. Todo o valor arrecadado neste show foi doado à organizações beneficentes argentinas, como Comunidades Mapuches (em memória aos danos causados pelas invasões espanholas durante a conquista e formação do  Virreinato del Río de la Plata) e refeitórios comunitários de Buenos Aires.
Em 2006, seis meses depois da pausa, o vocalista Pulpul fez uma postagem na página oficial da banda, anunciando que ele continuava compondo e esperava que essas letras foram de um futuro novo álbum do Ska-P. Alguns integrantes da banda fizeram parte de outras bandas durante a pausa. É o caso de Pipi, quem fundou um grupo alternativo, parecido ao Ska-P, chamado de The Locos. Joxemi também toca na No-Relax, grupo punk, formado em 2003, junto à uma grande cantora italiana, chamada Micky, e continuam em atividade.

### 2007-2011: O Retorno
Em 12 de outubro de 2007, depois de dois anos da "Pausa Indefinida", Pulpul publicou um aviso no site oficial, o qual falava de uma possível reunião da banda em 2008. No mesmo comunicado escrevem os outros integrantes da banda, opinando positivamente sobre o reencontro, exceto Pipi - este, inicialmente anunciou que continuaria com seu novo grupo, The Locos, e não voltaria ao Ska-P, embora, no fim, voltou à banda. Entre os detalhes do comunicado, diziam que ensaiaram com o antigo repertório e, se tudo der certo, possivelmente lançarão um novo álbum em outubro de 2008. Ao fim de 2007, "Alacrán Producciones", ao fim de 2007, anunciou a contratação de Ska-P para uma turnê em 2008. O retorno se confirmou no site oficial, onde comunicam sobre o novo disco em outubro (Lágrimas y Gozos), e uma miniturnê na Europa (Itália, França, Grécia e Espanha) e países latino-americanos (México, Chile, Equador, Argentina, Colômbia, Uruguai e Venezuela)
No dia 5 de setembro de 2008, lançaram um single do álbum Lágrimas y Gozos, chamado Crimen Sollicitationis, onde fazem críticas à Igreja Católica, tanto ao Papa Bento XVI, como à pederastia de alguns sacerdotes. O álbum Lágrimas y Gozos, foi lançado dia 7 de outubro, depois de seis anos sem discos de estúdio, e três sem subir aos palcos. Depois de numerosos shows pela América Latina e Europa, anunciaram que durante 2012 deixarão os palcos para se dedicar plenamente à preparação de um novo álbum. Mesmo assim, ao final deste ano anunciaram no seu website novos shows para 2013.

### 2013: Acabou a pausa
Em fevereiro de 2013, lançaram uma antologia para comemorar seus (quase) vinte anos, a qual chamam "Todo Ska-P", que é composto de cinco álbuns ("El Vals del Obrero", "Eurosis", "Planeta Eskoria", "Que Corra la Voz" e "Lágrimas y Gozos"), dois DVDs ("Seguimos en Pie", de 1998, e "Incontrolable", de 2002), e um último DVD inédito, com 12 videoclipes, um documentário e o show "Fête de L’Humanité 2001" em La Courneuve – Le Bourget, de setembro 2001.
No mês seguinte, em cinco de março, lançaram seu oitavo álbum, intitulado "99%". O álbum é composto por 15 faixas, sobre diversos temas sociais, como uma crítica aos meios de comunicação, uma lembrança aos guerrilheiros ou um canto na defesa do continente africano, entre outros.

### 2014: 20 Anos
Com 20 anos de carreira, há muitos rumores sobre um lançamento de um álbum de comemoração ao vivo. Em uma entrevista que deram no México, disseram que têm planos de fazer uma comemoração, e que gostariam de fazer em Zócalo, na Cidade do México. Além de terem, para este ano, confirmado uma turnê que passa pela Europa e América Latina.

## Discografia
- Ska-P (1994)
- El Vals del Obrero (1996)
- Eurosis (1998)
- Planeta Eskoria (2000)
- En Concierto (2001)
- ¡¡Que Corra La Voz!! (2002)
- Incontrolable (ao vivo e gravado também em dvd) (2004)
- Lagrimas y Gozos (2008)
- 99% (2013)
- Game  Over (2018)